# 志賀史光
志賀 史光（しが しこう、1924年11月30日 - 没年不詳）は、日本の陸水学者。大分大学名誉教授。

## 経歴・人物
志賀寛治の長男として、福岡県に生まれる。1942年福岡県中学修猷館を経て、1947年九州大学理学部化学科を卒業。
大分大学学芸学部化学教室教授となり、1966年学芸学部が教育学部となると、教育学部化学教室教授となる。学生部長、教育学部長を経て、1986年1月学長に就任。1990年1月退任。日本陸水学会評議員を務めた。
2000年4月勲二等瑞宝章受章。